# Othon Ier de Bohême
Pour les articles homonymes, voir Othon Ier.
Othon Ier dit « le Beau » (en tchèque : Ota I. Sličný), né vers 1040 et mort le 9 juillet 1087, est un prince de la dynastie des Přemyslides, fils du duc Bretislav Ier de Bohême et de Judith de Schweinfurt. Il fut prince d'Olomouc en Moravie de 1061 jusqu'à sa mort.

## Biographie
Othon est un fils de Bretislav Ier († 1055), duc de Bohême dès 1035, et de son épouse Judith († 1058), fille du comte Henri de Schweinfurt. Il règne sur les fiefs moraves attribués aux cadets de la famille, souvent en conflit avec ses frères aînés. Nommé d'abord prince de Brno par son père en 1054, il échange cette principauté avec celui d'Olomouc après l'avènement de son frère Vratislav II en 1061. Le frère d'Othon Jaromír, nommé évêque de Prague en 1068, entra en conflit avec Vratislav II. 
Le prince et son épouse hongroise sont à l'origine de la fondation de l'abbaye bénédictine de Hradiste près d'Olomouc, en 1078.
Othon Ier avait en effet épousé Euphémie († 1111), fille du roi Béla Ier de Hongrie, qui est régente de la principauté d'Olomouc dès 1086 avant d'être expulsée au profit de Boleslav, fils du roi Vratislav II de Bohême, en 1090. Le couple a deux fils :
- Svatopluk Ier (mort le 21 septembre 1109), prince d'Olomouc et duc de Bohême ;
- Othon II dit « le Noir » (mort le 18 février 1126), prince d'Olomouc, époux de Sophie de Berg.

## Source
- (de) Europäische Stammtafeln Vittorio Klostermann, Gmbh, Francfort-sur-le-Main, 2004  (ISBN 3465032926),  Die Herzoge von Böhmem I und die Fürsten von Mähren (Die Przemysliden)  Volume III Tafel 54.